# San Jerónimo (distrito de Cusco)
O San Jerónimo é um dos oito distritos da província de Cusco, situada no departamento de Cusco, no Peru.

## Transporte
O distrito de San Jerónimo é servido pela seguinte rodovia:
- PE-3S, que liga o distrito de La Oroya à Ponte Desaguadero (Fronteira Bolívia-Peru) - e a rodovia boliviana Ruta 1 - no distrito de Desaguadero (Região de Puno)
- CU-123, que liga o distrito à cidade de Acomayo [1][2][3]